# Trois Couleurs : Blanc
Série
Trois Couleurs : Bleu
(1993) Trois Couleurs : Rouge
(1994)
Pour plus de détails, voir Fiche technique et Distribution.
Trois Couleurs : Blanc est une comédie dramatique, psychologique et artistique, réalisée, co-écrite et co-produite par Krzysztof Kieślowski, sortie sur les écrans en 1994. La coproduction est franco-helvético-polonaise.
Il s’agit du deuxième volet de la trilogie Trois Couleurs (Bleu/Blanc/Rouge) qui explore successivement les trois termes de la devise de la République française : « Liberté, Égalité, Fraternité ».
Le film a été largement acclamé par la critique et a été sélectionné comme candidat polonais au meilleur film international, en vue de la 67e cérémonie des Oscars, mais il n'a finalement pas été nommé.
Le volet Blanc parle d'égalité, en mettant en scène Karol Karol, un homme timide qui, après avoir été abandonné par sa femme dans des circonstances humiliantes à Paris, perd son argent, son domicile et ses amis. Devenu mendiant à Paris, il décide de restaurer « l'égalité » en usant de vengeance.

## Synopsis
À Paris, Dominique obtient le divorce d'avec son mari polonais immigré, Karol, pour mariage non consommé. Dans des conditions rocambolesques, celui-ci regagne la Pologne où, profitant d'un capitalisme débridé, il fait rapidement fortune. Toujours amoureux de Dominique, il se fait passer pour mort dans l'espoir de la revoir. Dans un étrange retour de flammes, Dominique finit en prison en Pologne.
Kieślowski s'intéresse au bouleversement économique qu'a connu la Pologne depuis la chute du mur de Berlin ; il aborde ce thème à travers une histoire d'amour qui évoque les liens entre l'Est et l'Ouest.

« C'est une histoire sur la négation de l'égalité. Le concept d'égalité suggère que nous sommes tous égaux. Or je pense que ce n'est pas vrai. Personne ne veut vraiment être l'égal de son prochain. Chacun veut être plus égal. »

— Krzysztof Kieślowski

## Fiche technique
Sauf indication contraire, les informations mentionnées dans cette section peuvent être confirmées par les bases de données cinématographiques IMDb et Allociné,  présentes dans la section « Liens externes ».
- Titre original français : Trois Couleurs : Blanc
- Titre polonais : Trzy kolory. Biały
- Réalisation : Krzysztof Kieślowski
- Scénario : Krzysztof Kieślowski et Krzysztof Piesiewicz, avec la collaboration de Agnieszka Holland, Edward Zebrowski et Edward Kłosiński
- Musique : Zbigniew Preisner
- Direction artistique : Halina Dobrowolska[2]
- Décors : Magdalena Dipont[2], Halina Dobrowolska, Tomasz Kowalski[2], Claude Lenoir, Dariusz Lipinski[2] et Henryk Puchalski[2]
- Costumes : Virginie Viard[3] et Teresa Wardzala[4]
- Maquillage : Jadwiga Cichocka et Jolanta Pruszynska
- Coiffure : Jean-Pierre Caminade
- Photographie : Edward Kłosiński
- Son : Jean-Claude Laureux, William Flageollet, Rafal Paczkowski
- Montage : Urszula Lesiak
- Production : Marin Karmitz
  - Production déléguée : Yvon Crenn
- Sociétés de production :
  - France : MK2 Productions, France 3 Cinéma, CED Productions et Eurimages, avec la participation de Canal+
  - Suisse : CAB Productions
  - Pologne : Tor Production (Zespol Filmowy "Tor")
- Sociétés de distribution : MK2[5] et MKL Distribution (France) ; Nowe Horyzonty (Pologne)[5] ; Rialto (Suisse)[5]
- Budget : n/a
- Pays de production :  France,  Pologne,  Suisse
- Langues originales : français, polonais, anglais
- Format : couleur (Eastmancolor) - 35 mm - 1,85:1 (Panavision) - son Dolby SR / Dolby Digital
- Genre : drame, comédie, romance
- Durée : 92 minutes[6]
- Dates de sortie[7] :
  - France : 26 janvier 1994[8]
  - Belgique : 17 février 1994 (Gand)
  - Pologne : 25 février 1994 (Varsovie)
- Classification :
  - France : tous publics[9]
  - Pologne : plus de 12 ans
  - Belgique : potentiellement préjudiciable jusqu'à 12 ans (Mogelijk schadelijk voor kinderen onder de 12 jaar)[10],[11]

## Distribution
Sauf indication contraire, les informations mentionnées dans cette section peuvent être confirmées par les bases de données cinématographiques IMDb et Allociné,  présentes dans la section « Liens externes ».
- Zbigniew Zamachowski : Karol Karol
- Julie Delpy : Dominique Vidal
- Janusz Gajos : Mikołaj
- Jerzy Stuhr : Jurek
- Aleksander Bardini : le notaire
- Grzegorz Warchol : l'élégant
- Cezary Harasimowicz : l'inspecteur
- Jerzy Nowak : le vieux paysan
- Jerzy Trela : Monsieur Bronek
- Cezary Pazura : le propriétaire du bureau de change
- Michel Lisowski : l'interprète
- Philippe Morier-Genoud : le juge
- Piotr Machalica : l'homme de haute taille
- Francis Coffinet : l'employé de banque
- Barbara Dziekan : la caissière
- Yannick Evely : l'employée du métro
- Marzena Trybala : l'employée du Mariott
- Jacques Disses : l'avocat de Dominique
- Teresa Budzisz-Krzyzanowska : Madame Jadwiga
- Juliette Binoche : Julie

## Réception
Trois Couleurs : Blanc a été tellement acclamé par la critique ; il détient une note de 89% sur Rotten Tomatoes, avec une note moyenne de 7,6/10, basée sur 55 avis. Le consensus se lit comme suit : « Prenant un ton plus léger que les autres films de la trilogie Trois Couleurs, Blanc est une comédie pleine d'esprit et douce-amère avec des thèmes plus lourds en tête qu'on pourrait le penser au premier abord ». Sur Metacritic, il a reçu une note de 91 sur 100, basée sur 11 critiques, indiquant une « reconnaissance universelle ».

## Distinctions
Source : Internet Movie Database et Allociné

### Récompenses
- Festival international du film de Berlin 1994 : Ours d'argent du meilleur réalisateur pour Krzysztof Kieślowski

### Nominations
- Awards Circuit Community Awards (ACCA) : meilleur film en langue étrangère
- Festival international du cinéma de Huesca 1994 : meilleur film[réf. nécessaire]
- Festival international du film de Berlin 1994 :
  - Ours d'or pour Krzysztof Kieślowski
  - Ours d'argent - Grand Prix du jury pour Krzysztof Kieślowski
- Prix du cinéma européen 1994 : film européen de l'année pour Marin Karmitz
- Chicago Film Critics Association Awards 1995 : meilleur film en langue étrangère
- Turkish Film Critics Association (SIYAD) Awards : meilleur film étranger (9e place)
- 20/20 Awards 2015 : meilleur film en langue étrangère

## Éditions en vidéo
En France, le film Trois Couleurs : Blanc est sorti en DVD le 23 novembre 2001. Une version DVD accompagné d'un CD de la bande originale du film est sortie le 2 juin 2004. Une version Blu-ray est sortie le 13 octobre 2010. Le film est également sorti en VOD le 1er février 2016.

## Autour du film
- Chaque plan du film recèle au moins un objet de couleur blanche, clin d’œil évident au titre de l’œuvre.
- Juliette Binoche qui joue dans Trois couleurs : Bleu fait une brève apparition au début du film dans la scène du tribunal, scène qui se trouve également dans Bleu, mais vue du point de vue du personnage de Juliette Binoche. Ce sont ces deux très courtes séquences qui lient les deux films concrètement. Dans Bleu, Julie est à la recherche de Sandrine au tribunal et veut entrer dans une salle pendant une audience, celle du divorce de Karol et Dominique de Blanc.